# Henry MacRae
Pour les articles homonymes, voir MacRae.
Henry MacRae est un réalisateur, producteur, scénariste et acteur canadien né le 29 août 1876 à Toronto (Canada), mort le 2 octobre 1944 à Los Angeles.

## Galerie

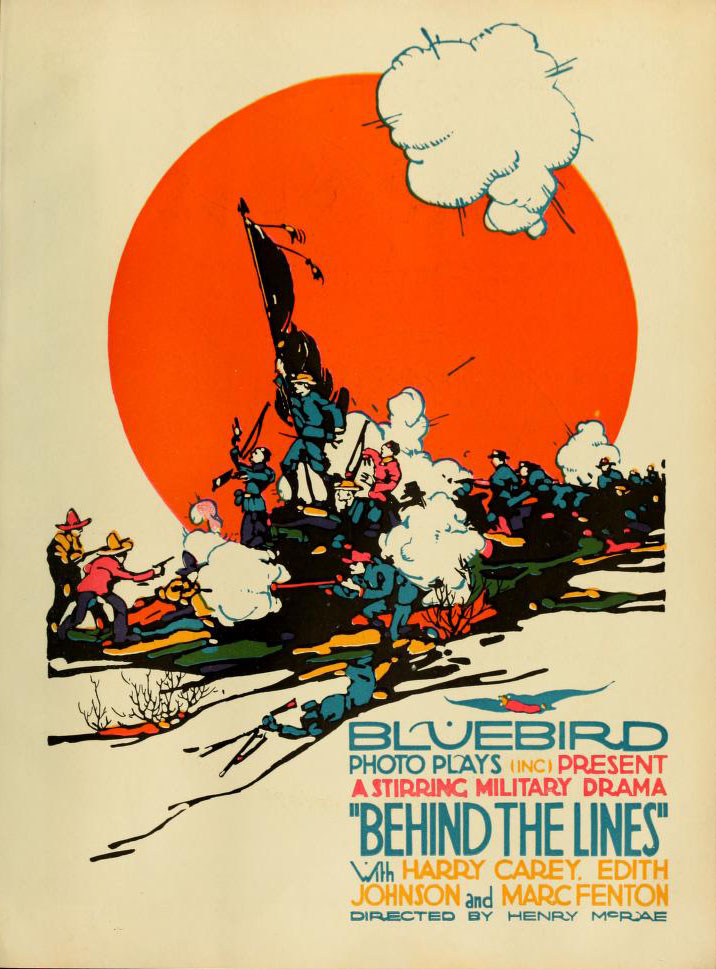
Affiche de Behind the Lines (en), film réalisé par MacRae en 1916. Affiche de Burton Rice

## Filmographie

### Comme réalisateur
- 1912 : L'Espionne du fort Mac Donald (A Nation's Peril)
- 1912 : A Heart in Rags
- 1913 : The Artist and the Brute
- 1913 : Yankee Doodle Dixie
- 1913 : The Return of Thunder Cloud's Spirit
- 1913 : The Vengeance of the Skystone
- 1913 : In the Secret Service
- 1913 : The Iron Trail
- 1913 : Two Too Many
- 1913 : In the Midst of the Jungle
- 1913 : War of the Cattle Range
- 1913 : The White Squaw
- 1913 : Le Loup-garou (The Werewolf)
- 1913 : The Water War
- 1914 : The Eleventh Hour
- 1914 : The Vagabond Soldier
- 1914 : The Fulfillment

- 1914 : Cast Adrift in the South Seas
- 1914 : A Mexican Spy in America
- 1914 : The Trey o' Hearts
- 1914 : Rescued by Wireless
- 1914 : The Lure of the Geisha
- 1914 : The Law of the Lumberjack
- 1914 : Our Enemy's Spy
- 1914 : The Danger Line
- 1914 : The Phantom Light
- 1914 : A Redskin Reckoning
- 1914 : The Jungle Master
- 1914 : The Silent Peril
- 1914 : The Brand of His Tribe
- 1914 : The Trail Breakers
- 1914 : The Law of the Range
- 1915 : Custer's Last Scout
- 1915 : The Governor Maker
- 1915 : Ridgeway of Montana
- 1915 : Terrors of the Jungle
- 1915 : The Lost Ledge
- 1915 : From the Lion's Jaws
- 1915 : The Blood of the Children
- 1915 : The Mysterious Contragrav
- 1915 : The Oaklawn Handicap
- 1915 : The War of the Wild
- 1915 : The Blood of His Brother
- 1915 : The Torrent
- 1915 : The Jungle Queen
- 1915 : When Love Is Love
- 1915 : The Circus Girl's Romance
- 1915 : Lone Larry
- 1915 : The Test of a Man
- 1915 : The Toll of the Sea
- 1915 : Daughter of the Jungles
- 1915 : Chasing the Limited
- 1915 : Coral
- 1915 : The Reward
- 1915 : Man or Money?
- 1915 : Almost a Papa
- 1916 : The Law of Life
- 1916 : The Soul Man
- 1916 : The Hoax House
- 1916 : Patterson of the News
- 1916 : The Iron Rivals
- 1916 : The Rival Pilots
- 1916 : The Torrent of Vengeance
- 1916 : Through Flames to Love
- 1916 : The Leap
- 1916 : Number 10, Westbound
- 1916 : Tammany's Tiger
- 1916 : A Railroad Bandit
- 1916 : The Money Lenders
- 1916 : The Human Pendulum
- 1916 : Who Pulled the Trigger?
- 1916 : The Captain of the Typhoon
- 1916 : Onda of the Orient
- 1916 : Liberty
- 1916 : Behind the Lines (en)
- 1916 : It's All Wrong
- 1916 : The Conspiracy
- 1916 : Are You an Elk?
- 1916 : For Love and Gold
- 1916 : Guilty
- 1916 : The Lost Lode
- 1916 : Giant Powder
- 1917 : The Call for Help
- 1917 : The Indian's Lament
- 1917 : Steel Hearts
- 1917 : The Bronze Bride
- 1917 : The Star Witness
- 1917 : The Kidnapped Bride
- 1917 : Her Great Mistake
- 1917 : One Wild Night
- 1917 : Dropped from the Clouds
- 1917 : Man and Beast
- 1917 : Money Madness
- 1917 : Money and Mystery
- 1917 : Hands in the Dark
- 1917 : The Right Man
- 1917 : The Last of the Night Riders
- 1917 : The Mystery Ship
- 1918 : The Whirlwind Finish
- 1918 : Parted from His Bride
- 1919 : Le Maître du monde (Elmo, the Mighty)
- 1919 : Tempest Cody, Kidnapper
- 1920 : The Dragon's Net
- 1921 : God's Crucible
- 1921 : Cameron of the Royal Mounted
- 1922 : The Man from Glengarry
- 1923 : Miss Suwanna of Siam
- 1923 : Glengarry School Days
- 1924 : A Fight for Honor
- 1924 : Racing for Life (en)
- 1924 : The Price She Paid
- 1924 : Le Chantier sous la falaise (Tainted Money)
- 1925 : The Fearless Lover
- 1925 : Ace of Spades
- 1926 : The Scarlet Streak
- 1926 : Strings of Steel
- 1927 :  Wild Beauty (en) de Wallace Fox
- 1928 : Guardians of the Wild
- 1928 : Two Outlaws
- 1928 : The Danger Rider
- 1928 : tout est bien qui finit bien (Burning the Wind)
- 1929 : King of the Rodeo
- 1929 : Wild Blood
- 1929 : Smilin' Guns
- 1929 : Plunging Hoofs
- 1929 : Hoofbeats of Vengeance
- 1929 : The Harvest of Hate
- 1929 : Tarzan le Tigre (Tarzan the Tiger)
- 1930 : The Lightning Express
- 1930 : Terry of the 'Times'
- 1930 : The Indians Are Coming
- 1932 : Lloyd of the C.I.D.
- 1932 : The Lost Special
- 1933 : Rustlers' Roundup

### comme producteur
- 1926 : Strings of Steel
- 1929 : The Ace of Scotland Yard
- 1929 : Tarzan le Tigre
- 1930 : The Jade Box
- 1930 : The Lightning Express
- 1930 : The Indians Are Coming
- 1931 : Finger Prints
- 1931 : Heroes of the Flames
- 1931 : Danger Island
- 1931 : Spell of the Circus
- 1931 : Battling with Buffalo Bill
- 1932 : The Green Spot Mystery
- 1932 : Lloyd of the C.I.D.
- 1932 : The Airmail Mystery
- 1932 : Heroes of the West
- 1932 : The Jungle Mystery
- 1932 : The Lost Special
- 1933 : Clancy of the Mounted
- 1933 : Phantom of the Air
- 1933 : Gordon of Ghost City
- 1934 : The Perils of Pauline
- 1934 : Pirate Treasure
- 1934 : The Vanishing Shadow
- 1934 : The Red Rider
- 1934 : Tailspin Tommy
- 1935 : Rustlers of Red Dog
- 1935 : Tailspin Tommy in The Great Air Mystery
- 1935 : The Call of the Savage
- 1935 : The Roaring West
- 1935 : Stormy (en)
- 1936 : Flash Gordon de  Frederick Stephani et Ray Taylor
- 1936 : The Adventures of Frank Merriwell
- 1936 : The Phantom Rider
- 1937 : Jungle Jim
- 1937 : Secret Agent X-9
- 1937 : Wild West Days (en)
- 1937 : Westbound Limited
- 1937 : Richard le Téméraire (Tim Tyler's Luck) de  Lyman Young
- 1938 : Forbidden Valley
- 1938 : Flaming Frontiers (en)
- 1938 : Red Barry
- 1939 : The Phantom Creeps
- 1939 : The Oregon Trail (en) de Ford Beebe et Saul A. Goodkind
- 1939 : Scouts to the Rescue
- 1940 : The Green Hornet (en)
- 1940 : Flash Gordon à la conquête de l'univers (Flash Gordon Conquers the Universe)
- 1940 : Winners of the West (en) de Ford Beebe et Ray Taylor
- 1940 : Junior G-Men
- 1941 : The Green Hornet Strikes Again!
- 1941 : Sky Raiders
- 1941 : Les justiciers du désert (en) (Riders of Death Valley) de Ford Beebe et Ray Taylor
- 1941 : Sea Raiders
- 1942 : Don Winslow of the Navy de Ray Taylor
- 1942 : Junior G-Men of the Air
- 1942 : La Jungle rugit (Drums of the Congo) de Christy Cabanne
- 1942 : Overland Mail (en) de Ford Beebe et John Rawlins
- 1943 : Adventures of the Flying Cadets
- 1944 : The Great Alaskan Mystery
- 1944 : Mystery of the River Boat (en)
- 1966 : Purple Death from Outer Space (TV)

### comme scénariste
- 1913 : The Hero Coward
- 1915 : The Torrent
- 1915 : The Circus Girl's Romance
- 1915 : Daughter of the Jungles
- 1918 : Le Cavalier fantôme (The Phantom Riders) de John Ford (coscénariste)
- 1920 : The Dragon's Net
- 1923 : Miss Suwanna of Siam

### comme acteur
- 1916 : The Soul Man